# Roger Schäli
Roger Schäli (* 8. August 1978 in Sörenberg) ist ein Schweizer Bergsteiger.

## Leben
Schäli verbrachte seine Kindheit und Schulzeit im luzernischen Sörenberg. Dort hatte er erste Erfahrungen in den Bergen. Nach einer Berufsausbildung zum Zimmermann machte er 2001 das Bergführerdiplom.
Im Jahr 2002 gelang ihm gemeinsam mit Bruno Hasler und Stephan Harvey die Erstbegehung des Arwa-Spire-Zentralgipfels über die Route »Fior di Vite« sowie des Arwa-Spire-Westgipfels. Für diese Leistungen wurden sie 2002 für den Piolet d’Or nominiert. Im März 2006 komplettierte Schäli die Patagonien-Trilogie aus Cerro Torre, Cerro Stanhart und Torre Egger. Im Jahr 2008 kletterte er die sechs grossen Alpen-Nordwände (Eiger, Matterhorn, Grandes Jorasses, Große Zinne, Piz Badile und Dru) innerhalb der ersten sechs Wochen des Jahres und erlangte so einen neuen Rekord.
Im August 2010 bestieg er unter grosser Medienresonanz in der Schweiz den spektakulären Tsavagattaq in Ostgrönland.
Den Eiger bezwang er 2019 zum 50. Mal in seiner Karriere.
2020 erschien sein Buch Passion Eiger: Legendäre Routen damals und heute im AS Verlag, das er mit Rainer Rettner und Jochen Hemmleb geschrieben hat.

## Erstbegehungen
| Berg                  | Land        | Route                                    | Mitbesteiger        | Datum          |
| --------------------- | ----------- | ---------------------------------------- | ------------------- | -------------- |
| Arwa Spire Central    | Indien      | Fior di vite                             | Hasler, Harvey      | Mai 2002       |
| Arwa Spire West       | Indien      | Capsico                                  | Hasler, Harvey      | Mai 2002       |
| Jungfrau Nordwand     | Schweiz     | Weber/Schäli Route                       | Weber               |                |
| Torre Trieste         | Italien     | Donnafugata                              | Hainz               | August 2004    |
| Eiger-Nordwand        | Schweiz     | Magic Mushroom                           | Hainz               | September 2007 |
| Eiger-Nordwand        | Schweiz     | John-Harlin-Direttissima                 | Jasper              | Oktober 2010   |
| Eiger-Südwand         | Schweiz     | Eiscouloir                               | Jasper              |                |
| Gstellihorn           | Schweiz     | Desperados                               | – (solo)            |                |
| Morgenberghorn        | Schweiz     | Duodess                                  | – (solo)            |                |
| Schwändelifluh        | Schweiz     | Jägermeister                             | Vogel               |                |
| Wendenstöcke          | Schweiz     | Troya                                    | Iff, Pitelka        |                |
| Mürrenfall            | Schweiz     | Redline                                  | Ebneter             |                |
| Staldenfluh           | Schweiz     | Fly                                      | Iff, Pitelka        |                |
| Unterschächen         | Schweiz     | Come on Baby                             | Hungerbühler        |                |
| Taghia                | Marokko     | La Mano del Maroc                        | Hainz               | Mai 2005       |
| Wettersteingebirge    | Österreich  | Black Beauty                             | Hainz, Kreuzeder    |                |
| Asta Nunaat           | Grönland    | Tartaruga                                | Hainz, Fichtner     |                |
| Tsavagattaq           | Grönland    | Big Wall (Nordost)                       | Gietl, Kopp, Ulrich |                |
| Eisfall bei Gudvangen | Norwegen    | Fosslimonster                            | Jasper              | Februar 2009   |
| Aguja Poincenot       | Argentinien | Fühle dich stark, aber nicht unsterblich | Gietl               | Dezember 2009  |
| Staldeflue            | Schweiz     | FLY                                      | Alexander Megos     | Juni 2014      |
| Devils Paw            | USA         | Black Roses                              | Gietl               | Mai 2015       |

## Ehrungen
Folgende Ehrungen und Preise hat Roger Schäli erhalten
- 3. Rang Schweizer Meisterschaften der Bergführer Klettern 2001
- 9. Rang Eiskletterweltmeisterschaften 2004
- 3. Rang Int. Klettermeisterschaft der Bergführer 2004
- 3. Rang Schweizer Meisterschaften Eisbouldern 2005
- 1. Rang Int. Klettermeisterschaft der Bergführer 2006
- Nomination Piolet d’or in Paris 2002
- Prämierung “Silla Ghedina Appollonio Menardi”, Italien 2005